# Dariusz Goździak
Dariusz Goździak (Sulęcin, 6 de dezembro de 1962) é um ex-pentatleta polaco, campeão olímpico. 

## Carreira
Dariusz Goździak representou seu país nos Jogos Olímpicos de 1992, na qual conquistou a medalha de ouro, no pentatlo moderno, por equipes. 